# 赫士

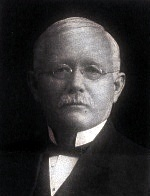
赫士

赫士（Watson McMillen Hayes，1857年11月23日—1944年8月2日），是一位美国在华传教士和教育家。

## 生平
赫士出生于美国宾夕法尼亚州默瑟县，毕业于阿勒格尼学院。1882年8月15日按立牧师，同年受美北长老会派遣，前往中国传教。
赫士任教于美北长老会在山东登州（今蓬莱）开设的文会馆，1896年担任该校馆主（校长）。
1900年，文会馆因义和团事变而停办。1901年，慈禧太后下诏变法；颁谕各省兴办大学。应山东巡抚袁世凯之请，赫士前往济南，担任山东高等学堂总教习， 率领文会馆中外教师，在1个月之内就创办了中国第一所省立大学——山东高等学堂。学校使用的教材和各项制度完全仿照文会馆制度。慈禧太后又颁谕全国各省仿行山东办学经验，嘉奖赫士办学的功劳，于是各省争相聘用文会馆毕业生。同时，赫士还创办了山东省的第一份日报《山东时报》。他又上书清廷，仿照世界惯例实行星期日休假制度，被清廷采纳。山东高等学堂从一开始就实行星期日休假。但是，到1901年末，赫士和6名他带来的中国基督徒教师因反对强迫学生祭拜孔子而辞职。此后，他任教于烟台长老会神学班。
1917年，广文大学由潍县西迁济南南关，更名齐鲁大学，赫士任齐鲁大学神学院院长。1919年，赫士因坚持保守信仰而辞职离开齐鲁，在潍县另外创办华北神学院；1922年，华北神学院迁址滕县，成为北方最有影响的保守派神学院。
太平洋战争爆发后，已经年迈的赫士夫妇和他们的儿子赫约翰（John D. Hayes，1888–1957）均被日军拘押于潍县（今潍坊）长老会乐道院改建的集中营，并且放弃了国际红十字会主持下的美日两国交换俘虏的机会，拒绝被遣返原居地。1944年8月2日，赫士病逝于集中营内，享年87岁。一年后的1945年8月12日，美军解放了这座集中营。
赫士的长子赫约翰继续留在中国传教并教授英文，直到1951年作为间谍被捕。在入狱10个月后，他被驱逐出中国。他在中国的受审经历，成为《读者文摘》一篇文章《赫约翰的洗脑》以及一部同名电视剧的主题。

## 家庭
- 长子赫约翰（John D.Hayes，1888—1957），出生于登州，在印尼传教时去世
- 女儿爱莲（Agnes Irene）1891年出生，1897年春死于肺炎
- 次子欧内斯特（Ernest）出生于1897年6月。